# Franz Tauber
Franz Tauber (* Januar 1801 in Lindau; † 21. September 1873 in München) war ein deutscher Schriftsteller und Dichter.

## Leben und Werk
Franz Tauber wurde 1801 in Lindau als Sohn eines königlichen Postmeisters geboren. Nach der Lateinischen Vorbereitungsschule im Jahr 1818 besuchte er die Königliche Gymnasial-Anstalt zu Kempten im Oberdonaukreis, die er im September 1824 im Alter von 23 Jahren und 8 Monaten abschloss. Ab November 1824 war er als Student an der Ludwigs-Maximilians-Universität in Landshut eingeschrieben.
Tauber war als erster Kanzlist bei der General-Post-Administration in München beschäftigt. Im Juni 1842 wurde er zum Sekretär ernannt.
Neben seiner normalen Berufstätigkeit hatte sich Tauber 1841 der Veröffentlichung belletristischer Werke zugewandt. Bereits während seiner Zeit in der Oberen Gymnasial-Klasse war er durch besonderes sprachliches Talent aufgefallen. In den Jahren 1841 und 1843 publizierte er die beiden Erzählbände Parabeln und Die Blumen-Sprache: Entwickelt in kleinen Erzählungen, die in Landshut und Passau erschienen. Danach widmete sich Tauber verstärkt dem Verfassen von Gedichten. So erschienen zwischen 1843 und 1863 in München vier Bände lyrischen Inhalts: Fischer-Gedichte (1843), Die Wunderthaten Jesu und der Apostel: Nebst anderen durch unmittelbare göttliche Kraft gewirkten Wundern in gereimten Versen erzählt (1845), Vermischte Gedichte (1856) und der Band Erinnerungen an Lindau und den Bodensee als malerische, anheimelnde Blaufluth mit ihren Zauber-Geländen in einer Reihe Gedichte: Mit einer Ansicht von Lindau (1863) zu seiner Geburtsstadt Lindau.
Zum Ende des Jahres 1860 wurde Tauber, inzwischen als „expedirender Secretär“ bei der Generaldirektion der königlichen Verkehrsanstalten tätig, auf eigenen Antrag hin „wegen nachgewiesener physischer Functionsunfähigkeit“ beruflich in den Ruhestand versetzt.
Der pensionierte Generaldirektor-Sekretär Franz Tauber verstarb am 21. September 1873 im Alter von 72 Jahren in seiner Wahlheimat München. Die Beerdigung und der Gottesdienst fanden am 23. September in Schwabing statt.

## Schriften (Auswahl)
- Parabeln. Erzählung. Landshut 1841 (Digitalisat).
- Die Blumen-Sprache: Entwickelt in kleinen Erzählungen. Erzählung. Druck und Verlag der Pustet’schen Buchhandlung, Passau 1843 (Digitalisat).
- Fischer-Gedichte. Lyrik. Dr. Franz Wild, München 1843 (Digitalisat).
- Die Wunderthaten Jesu und der Apostel: Nebst anderen durch unmittelbare göttliche Kraft gewirkten Wundern in gereimten Versen erzählt. Lyrik. München 1845.[9]
- Das Glöcklein der Seecapelle oder Erzählungen zur Belehrung u. Erbauung der Jugend. Erzählung. J. Deschler, München 1851.
- Vermischte Gedichte. Lyrik. J. Deschler, München 1856.[10]
- Erinnerungen an Lindau und den Bodensee als malerische, anheimelnde Blaufluth mit ihren Zauber-Geländen in einer Reihe Gedichte: Mit einer Ansicht von Lindau. Lyrik. J. Gotteswinter, München 1863.[11]